# Cazzano di Tramigna
Cazzano di Tramigna es una localidad y comune italiana de 1.465 habitantes, ubicada en la provincia de Verona (una de las siete provincias de la región de Véneto). 

## Demografía
| Gráfica de evolución demográfica de Cazzano di Tramigna entre 1861 y 2001 |
|                                                                           |
| fuente ISTAT - elaboración gráfica a cargo de Wikipedia                   |